# Отто, Вальтер Фридрих
Вальтер Фридрих Отто (нем. Walter F. Otto, полностью — Walter Friedrich Gustav Hermann Otto; 22.06.1874, Хехинген — 23.09.1958, Тюбинген) — немецкий филолог-классик, антиковед. Наиболее известная работа «Греческие боги» (нем. «Die Götter Griechenlands», 1929). Профессор Франкфуртского университета.

## Биография
Родился в семье фармацевта. В 1882 году, после того как его семья переехала в Штутгарт, Отто начал посещать гимназию Эберхарда-Людвига. Вместо того, чтобы сдать Abitur, он сдал так называемый экзамен Konkurs, успешная сдача которого обеспечила ему поступление в Тюбингенскую богословскую семинарию.
Как и ожидал от него Фонд, Отто начал изучать протестантское богословие, но через два семестра переключился на классическую филологию и продолжил обучение у профессоров Отто Крузиуса, Людвига Швабе и Вильгельма Шмида. Шмид убедил Отто переехать из Тюбингена в Бонн, где он завершил обучение у Германа Узенера и Франца Бюхелера. Бюхелер, известный своими латинистскими работами, оказал такое влияние на молодого Отто, что последний посвятил большую часть следующих 20 лет темам, связанным с римской культурой и литературой — и это несмотря на то, что его в основном помнят как эллиниста.
Отто получил высшее образование в 1897 году, защитив диссертацию Nomina propria latina oriunda a participiis perfecti («Латинские личные имена, производные от совершенного причастия»). Вскоре после этого он получил лицензию на преподавание в средних школах. В следующем году он стал помощником по подготовке Thesaurus Linguae Latinae и переехал в Мюнхен для выполнения своих новых обязанностей. Он занимал должности редактора и автора Onomasticum Latinum до 1911 года, когда завершил докторскую работу под руководством Крузиуса. Осенью того же года Отто предложили и он принял должность профессора в Вене, где он познакомился с коллегой-филологом Гансом фон Арнимом, и они стали близкими друзьями.
Два года спустя, в 1913 году, Отто перешёл в Базель, где занял должность ординариуса. В следующем году он снова перевелся, на этот раз в недавно основанный Франкфуртский университет, где оставался в течение следующих 20 лет профессором классической филологии. За это время он подружился с эллинистом Карлом Рейнхардтом.
В 1934 году нацистский режим вынудил Отто принять предложение стать преемником Пауля Мааса, который был отстранен от должности из-за еврейского происхождения, в Кёнигсберге. С 1933 по 1945 год Отто был членом, а с 1935 года администратором «Научного комитета» Архива Ницше. В 1939 и 1940 годах он вместе с Карлом Райнхардтом и Эрнесто Грасси опубликовал ежегодник под названием Geistige Überlieferung («Духовная традиция»). Во введении Отто выразил обеспокоенность судьбой классической традиции, и впоследствии правительство запретило ежегодник. Ему удалось бежать из Кёнигсберга в 1944 году, но при этом он потерял все свое имущество, включая личную библиотеку и рукописи. С этого момента и до конца Второй мировой войны Отто нашёл убежище в Эльмау недалеко от Гармиш-Партенкирхена в Баварии, где развлекал местное сообщество лекциями и небольшими театральными представлениями.
После войны Отто смог занять должности только в качестве замены: в 1945 году в Мюнхене, в 1946 году в Гёттингене, а затем в Тюбингене в качестве приглашенного профессора. После восстановления кафедры в Тюбингене он был членом профессорско-преподавательского состава университета как почетный профессор. В Тюбингене Отто смог обосноваться, нашёл хорошие условия для работы и студентов: в 83 года он все ещё читал лекции и коллоквиумы. Он умер там осенью 1958 года во время работы над эссе Die Bahn der Götter («Путь богов»). Его останки были захоронены на Тюбингенском лесном кладбище.
В своих работах по греческой религии и мифологии, особенно в исследованиях «Гомеровские боги» (нем. Die Götter Griechenlands; 1929) и «Дионис» (1933), Отто подчеркивал «рациональные» аспекты классической мифологии и, таким образом, четко отличал свою собственную позицию от это можно найти в более традиционной школе Германа Узенера. По описанию Отто, вера древних греков была своего рода «религией объективной реализации» (Райнхардт). Это объясняет ощутимое и продолжающееся влияние, которое сочинения Отто оказывали не только на филологов-классиков, таких как Карл Кереньи, но особенно на ученых из областей, не связанных с филологией. По той же причине его работы — особенно «Теофания» (1959) — были неверно истолкованы и атакованы христианскими богословами как попытка возродить классическую религию. Сам Отто назвал такую интерпретацию абсурдной.
Как отмечает Роберт Б. Палмер: «Критики обвиняют Отто в использовании богословского метода вместо прагматичного подхода ученого. Его обвиняют в том, что он пишет пророчества, а не историю».

## Издания
- Отто В. Греческие боги: Картина божественного в зеркале греческого духа / Пер. с нем. Ольги Ракитянской. — СПб.: Владимир Даль, 2019.